# 許高標
許高標，普寧縣竹头村人，清朝軍事將領、武進士出身。
嘉庆四年（1799年），登己未科。由蓝翎侍卫选湘潭守备，道光三年（1822年）补长沙府都司，署常德副将。